# Tamás-lik
A Tamás-lik a Duna–Ipoly Nemzeti Park területén lévő Pilis hegységben, a Csúcs-hegyen található egyik barlang. A lezárt barlang csak barlangkutatók számára tekinthető meg.

## Leírás
Csobánka szélén, a Csúcs-hegy északi oldalában lévő kőbányában, 220 méter tengerszint feletti magasságban, sziklafal tövében, a Kis Tamás-liktól északra, 40 méterre van a bejárata, amely vas csapóajtóval lezárt, függőleges tengelyirányú, és amelyhez kis kitaposott ösvény vezet a Csobánkáról a Kevély-nyeregbe tartó piros sáv jelzésű turistaútról.
Felső triász dachsteini mészkőben jött létre a 18 méter hosszú, 15 méter mély, nagyon szűk barlang. A lépcsőzetes aknabarlang egy 270°-os hasadék mentén alakult ki, amelyben szép oldásformák figyelhetők meg. A bejáraton lemászva, és a pókhálókon átverekedve magunkat, egy nagyon meredek járatba lehet jutni. Két-három méter után elérjük a barlang fő hasadékirányát, amely merőleges a bejárati rész hasadékára. Innen majdnem teljesen függőleges, egyre szűkülő járatban kell a végpontig leereszkedni. A barlangban csepegés észlelhető, a falak nagyon nedvesek, emiatt a lépések és a fogások nagyon csúsznak. Ezért bejárásához barlangjáró alapfelszerelés mellett kötélbiztosítás is ajánlott a nem túl gyakorlott barlangászok számára. Nem található benne rongálási nyom és szemét.
Előfordul az irodalomban Csobánkai-lik (Kordos 1981), Tamáslik-barlang (Kováts 1980) és Tamáslik barlang (Józsa, Lipcsei 1979) neveken is. 1977-ben volt először Tamás-liknak nevezve a barlang az irodalmában. Fegyvári Tamás nevéről lett elnevezve, aki megtalálta a barlangot.

## Kutatástörténet
1977 márciusában fedezte fel Fegyvári Tamás, a BSE Barlangkutató Csoport tagja. A bányafal aljában, robbantás során behullott törmelékkel teljesen elzárva lett megtalálva. Ebben az évben a csoport néhányszor feltárta a két méter mély, ovális keresztmetszetű, függőleges bejárati aknát, majd egy lejtős, kisebb keresztmetszetű folyosót. A folyosó végén a járat keresztmetszete kiszélesedett és innen lefelé haladva a törmelékbe néhány kisebb, képződményes oldalágat fedeztek fel. A barlangot 12 méter hosszig ismerték meg. A kutatást nehezítette az, hogy szűk folyosókon át kellett a törmeléket felszínre szállítani és az, hogy a közelben lakók szemetet dobáltak a barlangba. 1977. októberben le lett zárva a bejárat a Barlangtani Intézettől kapott légoltalmi ajtóval.
Az 1977. évi csoportjelentésben az olvasható, hogy bejárata 220 méter tengerszint feletti magasságban, a felhagyott kőfejtő észak–dél irányban húzódó falából nyílik. Tektonikus hasadék mentén kioldott, hidegvizes eredetű fosszilis víznyelőbarlang. Alján törmeléklejtő van. További kutatása eredményes lehet, mert a völgy, amelyben Csobánka fekszik, talpszintje körülbelül 50–70 méterrel lejjebb helyezkedik el mint a barlangi végpont. A barlangban jó példák vannak a hidegvizes oldás nyomaira. Az alaprajz térképen látható 4-es és 7-es pontok közötti részen szép cseppkövek és pár centiméteres szalmacseppkövek keletkeztek. A 6-os mérési pontnál egy eltömődött, viszonylag nagy keresztmetszetű fosszilis nyelőkürtő van. Ez a bányaudvar alá nyúlik. A járatok szűkek, az oldalfalakon jól látható a víz és a törmelék közös munkájának nyoma. Várható, hogy a további kutatáskor több, fosszilis víznyelőbarlangokban tipikus képződmény előkerül.
Az 1977-es MKBT Meghívó szerint hidegvizes oldásforma megbontásával fedezték fel és 10 méter mélységig feltárták. A Csúcs-hegy nyugati oldalában lévő kőbánya udvara felett körülbelül két méterre, körülbelül 245 méter tengerszint feletti magasságban nyílik a sziklafalban. 1978-ban lassan haladt a csoport a feltárással, hogy a jellegzetes formakincset (felszakadó kürtő, álfenék) az érdeklődő csoporttagok megfelelően tanulmányozhassák és dokumentációt készítsenek róla. Váratlanul fellépő műszaki és anyagi problémák hátráltatták a munkát. 1979-ben térképezést és fotódokumentálást végeztek a barlangban.
A Magyar Karszt- és Barlangkutató Társulat Karszthidrológiai és Geológiai Szakosztály munkájában a BSE Barlangkutató Csoport úgy vesz részt a társulat főtitkárának 1979-ről szóló beszámolója szerint, hogy az eltömődött víznyelőbarlang kitöltés szerkezetének és az eltömődési folyamat idő szerinti összefüggését megpróbálják rekonstruálni.

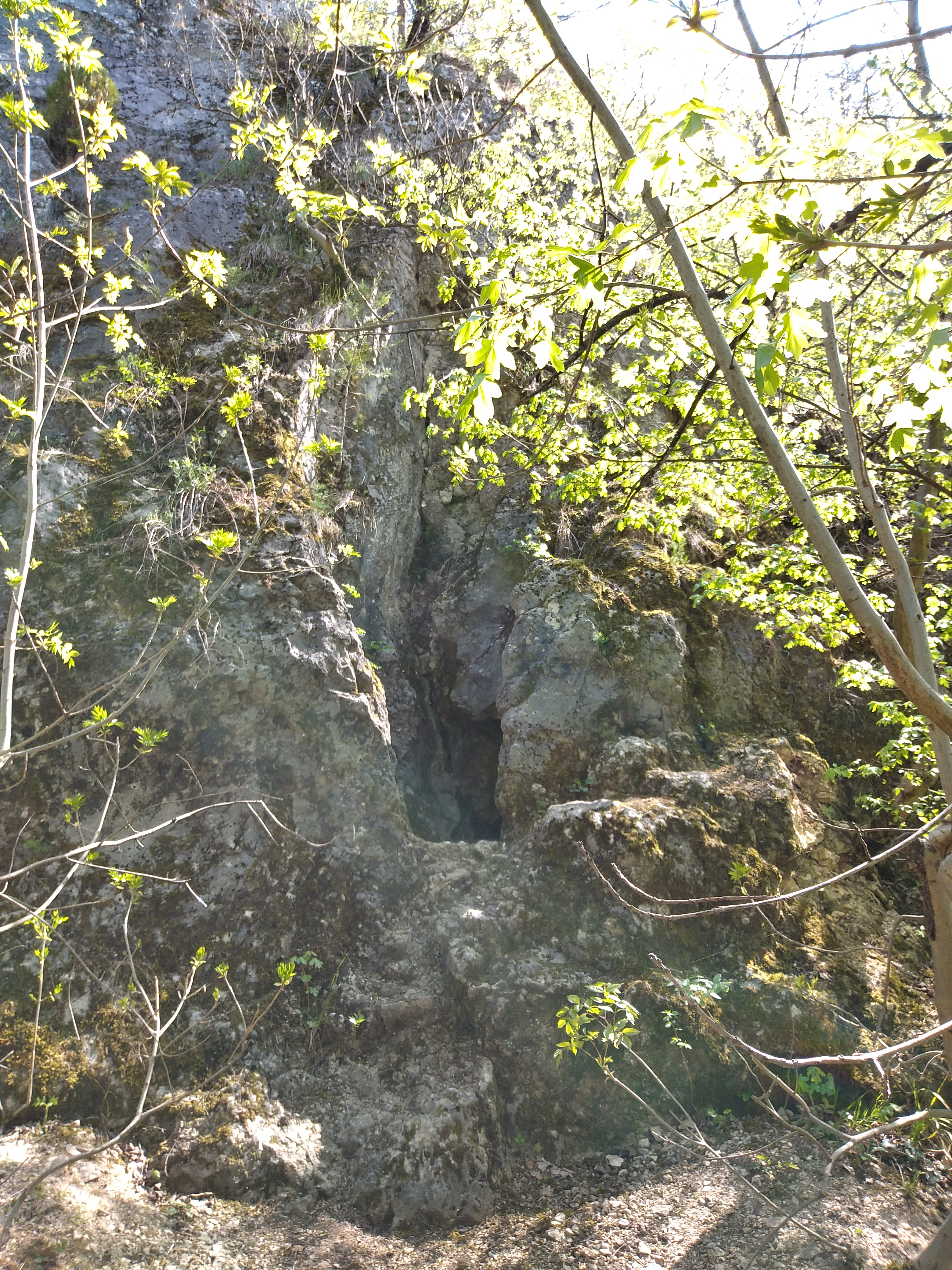
A Tamás-lik bejárata

1980-ban tatarozva lett a bejárati ajtó. Az 1980. évi csoportjelentésben az van írva, hogy a barlangajtót ismeretlen tettesek nagyon megrongálták. A falusiak a bányaudvart és minden fellelhető üreget szeméttárolónak használtak. A bejárat úgy le lett zárva, hogy kulccsal nem volt nyitható, csak a beton tokozat kivésésével. Az 1981. évi Karszt és Barlang 1–2. félévi számában nyilvánosságra lett hozva, hogy a Csobánkai-liknak, másik nevén Tamás-liknak 4820/32. a barlangkataszteri száma. 1982. december 31-én a BSE Barlangkutató Szakcsoport kutatási területe volt a Tamás-lik. 1982-ben a csoporttagok néhány egynapos kutatást végeztek a barlangban és a bontás során 1–1,5 méteres talpszintszüllyesztés után nagyon lekerekített szélű, tiszta kőtörmelék kitöltést találtak.
1983-ban állagmegóvó munka folyt benne. Az 1984-ben kiadott Magyarország barlangjai című könyv országos barlanglistájában szerepel a Pilis hegység barlangjai között a barlang Csobánkai-lik néven Tamás-lik névváltozattal. A listához kapcsolódóan látható a Dunazug-hegység barlangjainak földrajzi elhelyezkedését bemutató 1:500 000-es méretarányú térképen a barlang földrajzi elhelyezkedése. 1985-ig a Budapest Sport Egyesület barlangkutatói kutatták és eddig 20 méter hosszú, valamint 12 méter mély lett. 1985-ben és 1986-ban az Aragonit Barlangkutató és Természetbarát Egyesület kutatta. 1990-ben Kárpát József szerkesztette meg hosszmetszet térképét, amely 1:100 méretarányban lett rajzolva. A Kárpát József által írt 1991-es kéziratban meg van említve, hogy a Tamás-lik (Csobánka) 20 m hosszú és 15 m mély. 1992-ig az egyesület 30 m hosszig és 17 m mélységig jutott benne.
1996-ban az Aragonit Barlangkutató és Természetbarát Egyesület a 30 m hosszú és 17 m mély barlang oldalágát 3 m-rel bővítette. 1997. május 28-án Regős József felmérte a barlangot és a felmérés alapján 1997. május 31-én Kraus Sándor szerkesztett alaprajz térképet, amely 1:100 méretarányban készült. 1997. májusban Kraus Sándor rajzolt helyszínrajzot, amelyen a Csúcs-hegy barlangjainak földrajzi elhelyezkedése van ábrázolva. A rajzon látható a Tamás névvel jelölt barlang földrajzi elhelyezkedése. Kraus Sándor 1997. évi beszámolójában az olvasható, hogy az 1997 előtt is ismert Tamás-liknak 1997 előtt is volt térképe. 1997-ben készült el az új térképe. A jelentős barlang további kutatást igényel. A jelentésbe bekerült az 1997-es helyszínrajz.
1998. május 14-től a környezetvédelmi és területfejlesztési miniszter 13/1998. (V. 6.) KTM rendelete szerint a Duna–Ipoly Nemzeti Park Igazgatóság illetékességi területén, a Pilis hegységben található Tamás-lik az igazgatóság engedélyével látogatható. 2005. szeptember 1-től a környezetvédelmi és vízügyi miniszter 22/2005. (VIII. 31.) KvVM rendelete szerint a Duna–Ipoly Nemzeti Park Igazgatóság működési területén, a Pilis hegységben található Tamás-lik a felügyelőség engedélyével látogatható.